# مقاطعة تيبتون (تينيسي)
مقاطعة تيبتون هي مقاطعة في تينيسي، بلغ عدد سكانها 61٬081  نسمة، في 2010، عاصمتها كوفينجتون، تبلغ مساحتها 1٬230 كيلومتر مربع.

## الموقع
تشترك في الحدود مع:
- مقاطعة لودردل
- مقاطعة شيلبي (تينيسي)
- مقاطعة ميسيسيبي، أركنسو
- مقاطعة فاييت
- مقاطعة هايوود
- مقاطعة كريتيندين، أركنسو.

## التقسيمات الإدارية
- كوفينجتون.

## أعلام
- جو غراي تايلور
- أغسطس غارلاند